# 74 Górnośląski Pułk Piechoty
74 Górnośląski Pułk Piechoty (74 pp) – oddział piechoty Armii Wielkopolskiej i Wojska Polskiego II RP.
Pułk sformowany został w strukturach Wojsk Wielkopolskich w 1919 roku. W okresie pokoju stacjonował w Lublińcu. W kampanii wrześniowej walczył w składzie 7 Dywizji Piechoty.

## Formowanie i zmiany organizacyjne
2 października 1919 roku z połączenia II, III i IV batalionów Obrony Krajowej zorganizowany został 1 pułk Obrony Krajowej. Na stanowisko dowódcy pułku został wyznaczony porucznik Antoni Nieborak. Dowództwo pułku ulokowano w Pniewach. IV batalion OK został przemianowany na I batalion. Pozostałe bataliony zachowały, w ramach pułku, dotychczasową numerację. W celu uzupełnienia stanów osobowych pułku, wcielono w jego skład również VI i VIII batalion Obrony Krajowej. Następnie włączono w skład pułku V batalion 1 pułku rezerwowego, zorganizowany w Rakoniewicach przez porucznika Jana Wagnera. Batalion ten został przemianowany na IV batalion 1 pułku Obrony Krajowej.
Na podstawie rozkazu dziennego nr 86 Dowództwa Grupy Zachodniej Frontu Wielkopolskiego z 1 stycznia 1920 roku oddział przemianowany został na 2 pułk rezerwowy.
Na podstawie rozkazu nr 111 Dowództwa Grupy Zachodniej Frontu Wielkopolskiego z 26 stycznia 1920 roku jednostka przemianowana została na 159 pułk piechoty wielkopolskiej. W trzeciej dekadzie lutego Grupa Zachodnia Frontu Wielkopolskiego, w skład której wchodził pułk, została przeformowana w VII Brygadę Rezerwową.
5 marca 1921 roku 159 pułk piechoty wielkopolskiej został przemianowany na 74 pułk piechoty.

## Pułk w walce o granice

### Kawalerowie Virtuti Militari
| Żołnierze odznaczeni Krzyżem Srebrnym Orderu Wojskowego Virtuti Militari za wojnę 1918–1920 | Żołnierze odznaczeni Krzyżem Srebrnym Orderu Wojskowego Virtuti Militari za wojnę 1918–1920 |
| ------------------------------------------------------------------------------------------- | ------------------------------------------------------------------------------------------- |
| ppor. Władysław Nawrocki (III/159 pp)                                                       | por. Stanisław Stypa (IV/157 pp)                                                            |
| por. Franciszek Wysocki (IV/157 pp)                                                         | sierż. Franciszek Zieliński (IV/159 pp)                                                     |

## Pułk w okresie pokoju

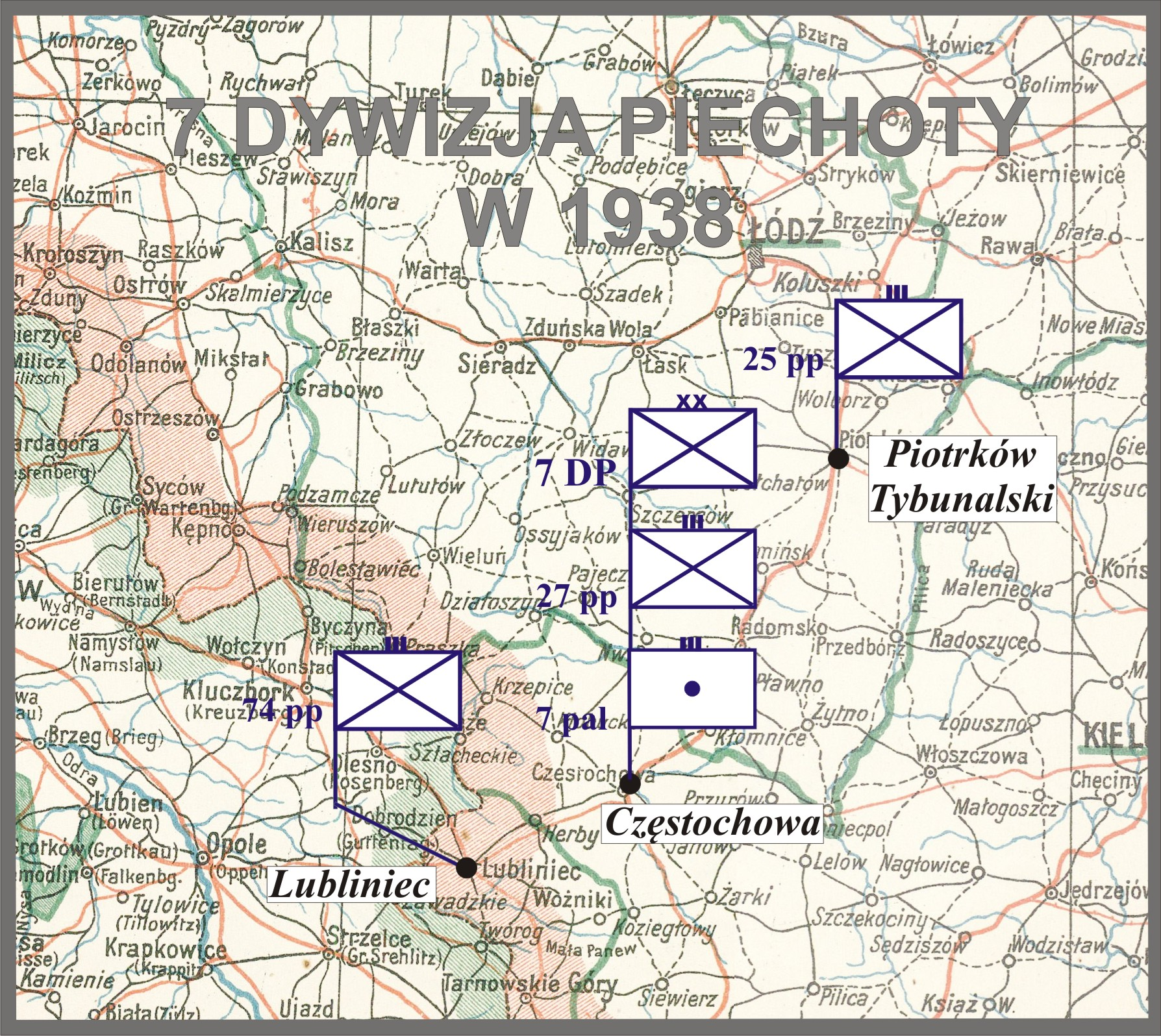
7 DP w 1938

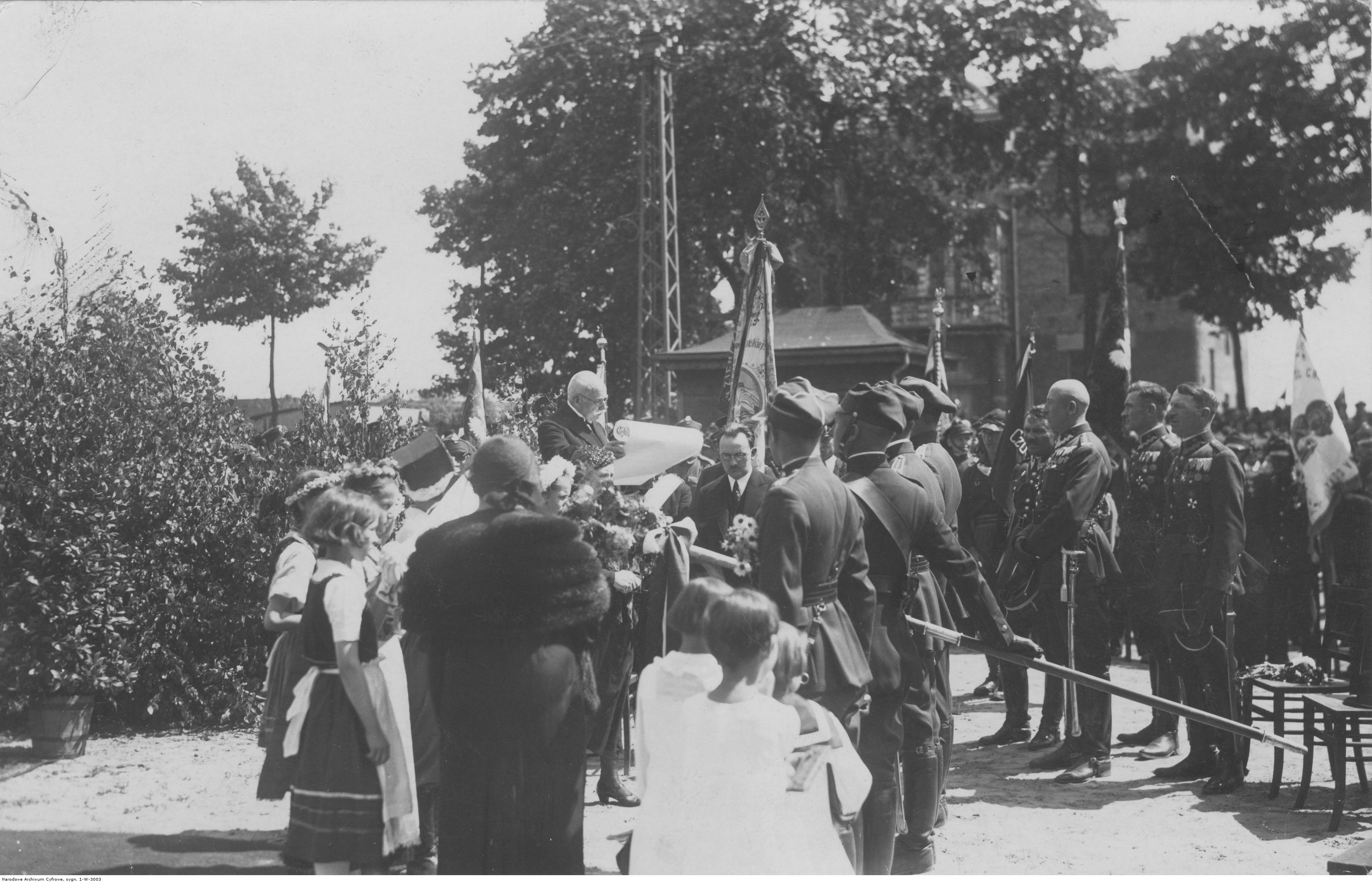
Przekazanie sztandaru 74 pp ufundowanego przez społeczeństwo miasta Lublińca; 1938

74 pułk piechoty stacjonował na terenie Okręgu Korpusu Nr IV w garnizonie Lubliniec (batalion zapasowy w Piotrkowie). Wchodził w skład 7 Dywizji Piechoty.
19 maja 1927 roku Minister Spraw Wojskowych marszałek Polski Józef Piłsudski ustalił i zatwierdził dzień 2 października, jako datę święta pułkowego. Pułk obchodził swoje święto w rocznicę połączenia II, III i IV batalionów Obrony Krajowej w 1 pułk Obrony Krajowej, w 1919 roku.
29 października 1929 roku Minister Spraw Wojskowych nadał oddziałowi nazwę „74 Górnośląski Pułk Piechoty” oraz przyznał jego żołnierzom prawo noszenia na łapkach kurtek i płaszczy oznak orła śląskiego. Nowa nazwa jednostki nie obowiązywała w korespondencji służbowej kierowanej do pułku przez władze wyższe oraz organizacji pokojowej wojska i planach mobilizacyjnych
Na podstawie rozkazu wykonawczego Ministerstwa Spraw Wojskowych do Departamentu Piechoty o wprowadzeniu organizacji piechoty na stopie pokojowej PS 10-50 z 1930 roku, w Wojsku Polskim wprowadzono trzy typy pułków piechoty. 74 pułk piechoty zaliczony został do typu II pułków piechoty (tzw. wzmocnionych). W każdym roku otrzymywał około 845 rekrutów. Stan osobowy pułku wynosił 68 oficerów oraz 1900 podoficerów i szeregowców. Na czas wojny przewidywany był do pierwszego rzutu mobilizacyjnego. W okresie zimowym posiadał dwa bataliony starszego rocznika i batalion szkolny, w okresie letnim zaś trzy bataliony strzeleckie. Jego stany były wyższe od pułku „normalnego” (typ I) o ok. 400-700 żołnierzy.
| Obsada personalna i struktura organizacyjna w marcu 1939 | Obsada personalna i struktura organizacyjna w marcu 1939 |
| Stanowisko                                               | Stopień, imię i nazwisko                                 |
| Dowództwo, kwatermistrzostwo i pododdziały specjalne     | Dowództwo, kwatermistrzostwo i pododdziały specjalne     |
| -------------------------------------------------------- | -------------------------------------------------------- |
| dowódca pułku                                            | płk Wacław Wilniewczyc                                   |
| I z-ca dowódcy                                           | ppłk dypl. dr Stanisław Wilmowski                        |
| adiutant                                                 | Antoni Rzewuski                                          |
| starszy lekarz                                           | mjr dr Józef Cesarz                                      |
| młodszy lekarz                                           | vacat                                                    |
| II z-ca dowódcy (kwatermistrz)                           | mjr Józef Adolf Pelc                                     |
| oficer mobilizacyjny                                     | kpt. Kazimierz II Rutkowski                              |
| z-ca oficera mobilizacyjnego                             | kpt. Władysław Swoboda                                   |
| oficer administracyjno-materiałowy                       | kpt. Michał Kozak                                        |
| oficer gospodarczy                                       | kpt. int. Dymitr Kowaliński                              |
| oficer żywnościowy                                       | vacat                                                    |
| oficer taborowy                                          | kpt. tab. Ignacy Mądry                                   |
| kapelmistrz                                              | ppor. adm. (kapelm.) Konrad Klimanek                     |
| dowódca plutonu łączności                                | por. Leon Hoffman                                        |
| dowódca plutonu pionierów                                | por. Stanisław Nowiński                                  |
| dowódca plutonu artylerii piechoty                       | kpt. art. Tadeusz Lipowski                               |
| dowódca plutonu ppanc.                                   | por. Jan Józef Śleziak                                   |
| dowódca oddziału zwiadu                                  | por. Zygmunt Choroba                                     |
| I batalion                                               |                                                          |
| dowódca batalionu                                        | mjr Stanisław I Solecki                                  |
| dowódca 1 kompanii                                       | kpt. Bolesław Żmuda                                      |
| dowódca plutonu                                          | por. Józef Tomasz Kępa                                   |
| dowódca 2 kompanii                                       | p.o. por. Jerzy Miś                                      |
| dowódca 3 kompanii                                       | kpt. Antoni Piotr Mękwiński                              |
| dowódca plutonu                                          | por. Władysław Franciszek Kuchnik                        |
| dowódca 1 kompanii km                                    | kpt. Włodzimierz Hryńko                                  |
| dowódca plutonu                                          | por. Rudolf Ryba                                         |
| dowódca plutonu                                          | ppor. Stanisław Markowski                                |
| II batalion                                              |                                                          |
| dowódca batalionu                                        | mjr Kazimierz Zygmunt Rybicki                            |
| dowódca 4 kompanii                                       | kpt. Jan Herman                                          |
| dowódca plutonu                                          | por. Marian Henryk Perek                                 |
| dowódca plutonu                                          | ppor. Witold Mieczysław Engelking                        |
| dowódca plutonu                                          | ppor. Józef Michał Spryszyński                           |
| dowódca 5 kompanii                                       | por. Julian Bolesław Kozioł                              |
| dowódca plutonu                                          | ppor. Jan Fiedorkiewicz                                  |
| dowódca 6 kompanii                                       | kpt. Piotr Paweł Kawczyński                              |
| dowódca plutonu                                          | ppor. Jerzy Władysław Tęsiorowski                        |
| dowódca 2 kompanii km                                    | kpt. Bogumił Grodzicki                                   |
| dowódca plutonu                                          | ppor. Andrzej Gacek                                      |
| dowódca plutonu                                          | ppor. Wacław Bujko                                       |
| III batalion                                             |                                                          |
| dowódca batalionu                                        | kpt. Jan Wrzosek                                         |
| dowódca 7 kompanii                                       | kpt. Wacław Szyćko                                       |
| dowódca plutonu                                          | ppor. Zbigniew Józef Pniak                               |
| dowódca 8 kompanii                                       | kpt. Józef Legut                                         |
| dowódca plutonu                                          | por. Piotr Sołtysiak                                     |
| dowódca plutonu                                          | ppor. Tadeusz Nikander Ignerowicz                        |
| dowódca 9 kompanii                                       | kpt. Lucjan Załęski                                      |
| dowódca plutonu                                          | ppor. Jan Rospędzihowski                                 |
| dowódca 3 kompanii km                                    | kpt. Tadeusz Zygmunt Schmidt                             |
| dowódca plutonu                                          | ppor. Edward Zdanowicz                                   |
| na kursie                                                | por. adm. Walenty Walaszczyk-Walowski                    |
| na kursie                                                | por. Piotr Gumula                                        |
| 74 obwód przysposobienia wojskowego „Lubliniec”          |                                                          |
| komendant obwodowy PW                                    | mjr piech. Franciszek Jan Żak                            |
| komendant powiatowy PW „Lubliniec”                       | por. piech. piech. Paweł Turski                          |
| komendant powiatowy PW „Częstochowa”                     | kpt. piech. Eustachiusz Marszałek                        |

## 74 pp w kampanii wrześniowej

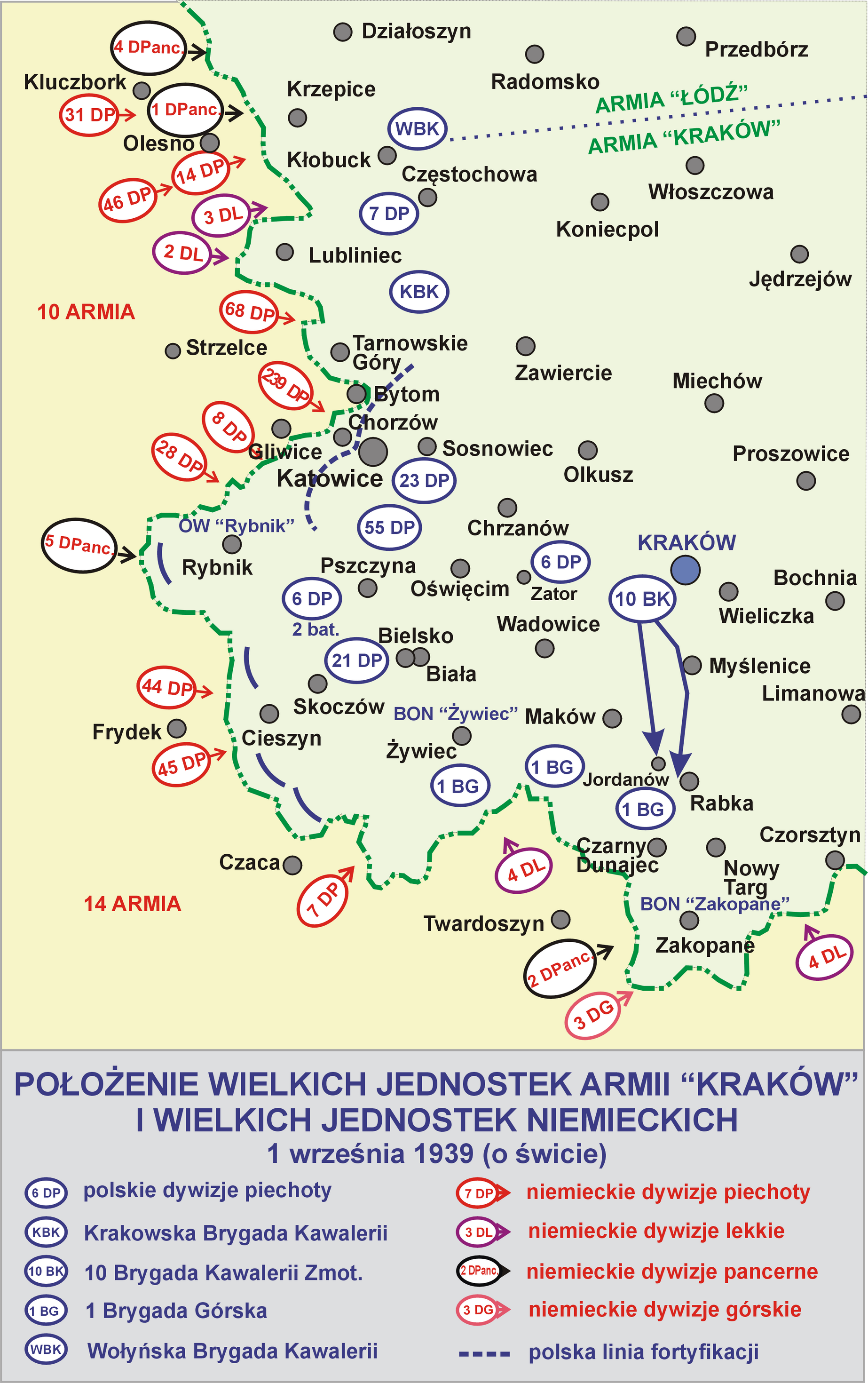
Pułk walczył w składzie 7DP

### Mobilizacja
W związku z narastającym zagrożeniem polityczno-wojskowym ze strony III Rzeszy Niemieckiej, 15 marca 1939 w jednostkach nadgranicznych Okręgów Korpusów nr IV zarządzono ich wzmocnienie poprzez powołanie rezerwistów na dodatkowe ćwiczenia, zwiększając przy tym stany osobowe jednostek piechoty w rejonach pogranicznych. Rozkazem dowódcy OK IV również wzmocnienie stanów osobowych dotyczyło 74 pułku piechoty jak i całej 7 Dywizji Piechoty. Wzmocnienie odbyło się drogą rotacyjnego powołania rezerwistów na kilkutygodniowe ćwiczenia. 74 pp osiągnął stan osobowy bliski 75%. Pluton kolarzy 74 pp został zmobilizowany 20 lipca poprzez powołanie żołnierzy na ćwiczenia i skierowany do Lubiecka z zadaniem prowadzenia robót fortyfikacyjnych oraz wspomagania Straży Granicznej w patrolowaniu pasa przygranicznego. 
74 pułk piechoty rozpoczął mobilizację alarmową w grupie zielonej 24 sierpnia o godz.5.00 w garnizonie Lubliniec w czasie od Z+18 do Z+32. Był mobilizowany tylko 74 pp w organizacji i etatach wojennych. Mobilizacja przebiegła sprawnie, od 26 sierpnia pododdziały pułku opuściły koszary i odeszły na wyznaczone stanowiska. Prowadzono zgrywanie pododdziałów pułku i wykonywano prace wykończeniowe przy obiektach fortyfikacyjnych. Po zmobilizowaniu pułku sformowano Oddział Zbierania Nadwyżek 74 pp, który odjechał do Kadry Zapasowej Piechoty Piotrków, która mobilizowała również Ośrodek Zapasowy 7 Dywizji Piechoty w Piotrkowie. 74 pp utworzył po jego wzmocnieniu Oddział Wydzielony „Lubliniec”, który miał prowadzić działania opóźniające w kierunku Częstochowy.                        

### Działania bojowe
W czasie kampanii wrześniowej 1939 roku walczył w składzie macierzystej dywizji, wchodzącej w skład Armii „Kraków”.  

#### Bój o Lubliniec
O świcie 1 września 1939 74 pp był rozwinięty na stanowiskach bojowych. I batalion wraz z kompanią zwiadu, plutonem artylerii piechoty, wzmocniony 7 baterią haubic 7 pułku artylerii lekkiej zajął obronę na przedpolu Lublińca. 1 kompania strzelecka zajęła pozycje na zachód od Lublińca pod Steblowem, 2 kompania strzelecka broniła pozycji od wzgórza 282 do wsi Kochcice, 3 kompania strzelecka była rozwinięta na południowych przedmieściach Lublińca od Dziewiczej Góry do Solarni, z wysuniętymi placówkami w Kokotku i Pawonkowie. II batalion w rejonie Boronowa z wysuniętą 4 kompanią strzelecką do Sadowa jako czatą. III batalion rozwinięty kompaniami wzdłuż rzeki Liswarty, mając kompanie w Łebkach, Lisowie i w Chwostku. Dowództwo pułku stacjonowało przy drodze Lubliniec–Częstochowa około 2–3 kilometry na zachód od Lisowa. Pluton pionierów 74 pp wykonywał zniszczenia na drodze prowadzącej do Lublińca. Od godz. 4.10–4.15 Wojska III Rzeszy przekroczyły granicę II RP. Bezpośrednio na Lubliniec prowadziła natarcie niemiecka 4 Dywizja Piechoty, na północ od Lublińca natarcie prowadziła niemiecka 46 DP, na południe od Lublińca nacierała niemiecka 2 Dywizja Lekka. Oddziały 2 DLek. rozbiły placówki 3 kompanii strzeleckiej w Kokotku i Pawonkowie. Natarcie z północy oddziałów 46 DP powstrzymywały: 2 kompania strzelecka i 1 kompania ckm. 3 kompania strzelecka ze swojego odcinka była spychana w kierunku Lublińca przez oddziały 2 DLek. W rejonie Steblowa od stacji kolejowej do wzgórza Kochcice natarcie oddziałów 4 DP powstrzymywała 1 kompania strzelecka i kompania zwiadu 74 pp.     
O godz.9.30 do Lublińca wdarły się oddziały niemieckiej 46 DP przełamując obronę 2 kompanii strzeleckiej pod Kochcicami. O godz. 11.00 3 kompania strzelecka zaczęła wycofywać się w głąb miasta pod naporem oddziału niemieckiej 2 DLek. W północnej i zachodniej części miasta trwały zacięte walki. Ze względu na niebezpieczeństwo okrążenia I batalionu na rozkaz mjr. Józefa Pelca rozpoczęto o godz. 11.30 wycofywanie się w kierunku na Lisów i Herby. Rozkaz ten zatwierdził dowódca pułku nakazując wycofanie się na pozycje III batalionu za rzeką Liswartą w Lisowie. Pod osłoną 1 kompanii strzeleckiej, pozostałe kompanie odchodziły stopniowo plutonami. Pluton pionierów niszczył mostki i przepusty oraz stawiał miny przeciwpancerne. Po przejściu przez most na Liswarcie w Lisowie przez oddziały 74 pp, pluton pionierów most wysadził. I/74 pp ześrodkował się w rejonie Herb, po uporządkowaniu pododdziałów ustalono, że straty wyniosły w dotychczasowych walkach 35%. I batalion zajął obronę na zachodnim skraju Herb, wieczorem odparł natarcie niemieckie, a następnie przeszedł przez Blachownię do Częstochowy.      
1 września rano pluton ckm II batalionu wsparł ogniem odwrót 1 kompanii ON „Koszęcin” z batalionu ON „Lubliniec”, po zdobyciu Koszęcina oddział niemiecki zaatakował stanowiska obronne 4 kompanii strzeleckiej, natarcie niemieckie odparto, wyeliminowano z walki trzy niemieckie samochody pancerne ogniem karabinów przeciwpancernych. W ciągu dnia II batalion odparł natarcia niemieckie z rejonu Cieszowej i Mochały. Natarcia na skrzydła batalionu groziło okrążeniem go, wobec czego dowódca 74 pp wydał rozkaz wycofania się na stanowiska w rejonie Częstochowy. O zmroku II batalion oderwał się od nieprzyjaciela i wykonał odwrót do Częstochowy.     
Stanowiska III batalionu zostały zaatakowane w rejonie Trzepizur i Ławiny. Niemieckie natarcia zostały odparte, w rejonie Ławiny 7 kompania strzelecka kontratakiem wyrzuciła niemiecką piechotę za Liswartę. Po południu III batalion na rozkaz dowódcy 74 pp wycofał się w rejon Częstochowy pod osłoną 9 kompanii strzeleckiej. W nocy 1/2 września 74 pp wszedł do Częstochowy przechodząc w większości do odwodu 7 DP w rejonie Kucelin–las Odrzykoń. 74 pp przegrupował się zgodnie z rozkazem dowódcy dywizji gen. bryg. Janusza Gąsiorowskiego i przeszedł: III batalion do Prędziszowa i wschodniego Kucelina. II batalion do rejonu Błeszno z wysuniętą czatą na ul. Wrzosową. I batalion stacjonował w Parku Narutowicza na Zawodziu. Dowództwo pułku w Prędziszowie. Tabory pułkowe na zachodnim skraju wsi Kusięta.          

#### W obronie Częstochowy
II/74 pp obsadził południowy odcinek reduty częstochowskiej, Pozostała część pułku pozostała w odwodzie 7 DP, po wschodniej stronie miasta, ubezpieczając kierunek wschodni. W godzinach popołudniowych dowódca dywizji obawiając się okrążenia i odcięcia dróg odwrotu rozkazał III/74 pp utworzyć obronę na pozycji ryglowej na północnym i północno wschodnim skraju lasu Odrzykoń w rejonie kolonii Mirów, Siedlec i Srocko. II/74 pp organizował obronę na rzece Warcie od Brzezin Małych poprzez Błeszno, Bugaj do wsi Słowik. Większość II/74 pp rozwinięta była na lewym brzegu Warty, a 5 kompania strzelecka została wysunięta w rejon ul. Wrzosowej na prawym brzegu Warty. Późnym popołudniem na stanowiska 5 kompanii strzeleckiej uderzyły oddziały niemieckiej 4 DP, które odrzuciły kompanię na lewy brzeg Warty. 5/74 pp wycofała się do lasu, za pozycje 6 kompanii strzeleckiej. Po przejściu przez most na Warcie w Słowiku przez 5/74 pp, saperzy most wysadzili. Natarcie niemieckich oddziałów sforsowały Wartę w bród, na brzegu wstrzymał je ostrzał plutonu 6/74 pp. 5/74 pp zebrała się w rejonie leśniczówki Kręciwilk, tam też przybyły odwodowe pododdziały II batalionu. Przeprowadzono kontratak siłami 5/74 pp i odwodów II/74 pp pod dowództwem mjr. Kazimierza Rybickiego, który wyrzucił niemieckie pododdziały za Wartę w rejon ul. Wrzosowej.
Wobec groźby okrążenia 7 DP, dowódca Armii „Kraków” wydał rozkaz odwrotu dywizji w kierunku Janowa. O zmroku oddziały 7 DP rozpoczęły odwrót w kierunku Janowa. 74 pp bez II/74 pp miał maszerować jako straż tylna kolumny głównej dywizji po szosie Olsztyn–Janów. II/74 pp bez 4 kompanii strzeleckiej jako osłona południowa kolumny dywizji miała maszerować drogami bocznymi. 4/74 pp miała dołączyć do sił głównych pułku. Jako ostatni Częstochowę opuścił II/74 pp. 

#### W lasach janowskich
3 września około godz.8.00 większość 7 DP dotarła do lasów janowskich, 74 pp bez II batalionu zajął obronę w odwodzie dywizji na skraju lasu na zachód od Janowa. Od strony południowej 7 DP została zaatakowana przez oddziały niemieckiej 3 DLek. z kierunku Żarów, Janów, Koniecpol. 2 DLek. oskrzydliła 7 DP przez Niegową na Lelów. 4 DP odcięła od 7 DP w rejonie Choronia maszerujący II/74 pp. 74 pp zajął obronę na skraju lasu na zachód od Złotego Potoku frontem na wschód. Od tej strony około godz. 10.00 został zaatakowany przez oddziały 2 DLek. Obronę pułku skutecznie wspierały II dywizjon 7 pal i 7 dywizjon artylerii ciężkiej. Pierwsze niemieckie natarcie zostało odparte. Przez przedpołudnie 3 września stanowiska 74 pp były intensywnie ostrzeliwane przez niemiecką artylerię i broń maszynową. Znajdujący się przy 74 pp gen. bryg. Janusz Gąsiorowski wydał rozkaz dla dowódcy 74 pp przebicia się przez niemieckie okrążenie lasem w kierunku Pradły i Szczekocin. O godz. 14.00 wyruszyło natarcie 74 pp w składzie I i III batalionów, kompanii zwiadu 74 pp i 141 kompanii asystencyjnej (sztabowej) 7 DP, wspartej ogniem haubic II/7 pal i przez 7 dac. Początkowo natarcie uzyskało powodzenie, zaskakując oddziały niemieckie. Po przejściu 2–3 kilometrów natarcie zostało załamane na otwartym terenie w silnym ogniu niemieckich oddziałów pancernych i zmotoryzowanej artylerii. Około godz. 16.00 pułk wycofał się na skraj lasu Złoty Potok. Na skraju lasów Złoty Potok I batalion bez 2 kompanii strzeleckiej, III batalion i 141 kompania asystencyjna (sztabowa), II/7 pal i 7 dac zorganizowały obronę okrężną. 2 kompania strzelecka zabezpieczała miejsce postoju dowództwa 7 DP. W trakcie natarcia 74 pp poniósł duże straty osobowe, wśród poległych znaleźli się dowódca III/74 pp mjr Jan Wrzosek i dowódca kompanii zwiadu por. Zygmunt Choroba.  
Około godz.19.00 oddziały niemieckie przeprowadziły silne natarcie na pozycje pułku, które zostało odparte. Na rozkaz dowódcy 7 DP przygotowano się do ponownego natarcia. Po spaleniu akt i zakopaniu sztandaru pułkowego, 74 pp wyruszył około godz.23.00 do natarcia w dwóch kolumnach. I kolumna pod dowództwem dowódcy pułku płk. Wacława Wilniewczyca przy olbrzymich stratach zdołała przerwać niemieckie okrążenie pod Janowem. II kolumna dowodzona przez zastępcę dowódcy pułku ppłk. dypl. Stanisława Wilimowskiego wyruszyła do natarcia z opóźnieniem i została w trakcie walk rozbita i rozproszona w nocy 3/4 września. Ciężko ranny ppłk dypl. Stanisław Wilimowski zmarł w szpitalu.  
II/74 pp po nocnym marszu 2/3 września opuścił lasy i wkroczył do wsi Dębowiec, gdzie został zatrzymany ogniem broni maszynowej piechoty. 6 kompania strzelecka podjęła natarcie czołowe na wieś, a I/5 kompanii strzeleckiej dokonał obejścia wsi. Wsparcie udzieliła 2 kompania ckm i bateria 7 pal. W ogniu niemieckim natarcie załamało się, a II batalion przeszedł do obrony. Po kilku godzinach walki, wobec przewagi nieprzyjaciela rozproszone kompanie wycofały się do lasu. W walkach pod Dębowcem 3 września II/74 pp poniósł ciężkie straty osobowe, wśród poległych znalazł się dowódca 2 kompanii ckm kpt. Bogumił Grodzicki. Część żołnierzy II batalionu pod dowództwem ppor. Pawła Śmiłowskiego przedarła się do lasów w rejonie Złotego Potoku i po południu 3 września dołączyła do 4 /74 pp i sił głównych pułku. Pozostałą część II/74 pp w lesie w okolicach Dębowca zebrał dowódca batalionu i wyruszył w kierunku Złotego Potoku. Podczas marszu wieczorem II/74 pp stoczył zwycięską potyczkę ze szwadronem niemieckiej kawalerii.  

#### Dalsze walki 74 pp i jego pododdziałów
Pozostałość z I kolumny płk Wacława Wilniewczyca po przebiciu się z okrążenia pod Janowem liczyła 5 oficerów i ponad 200 szeregowych, byli to głównie żołnierze I batalionu 74 pp. Po przejściu szosy Janów-Julianka i rzeki Wiercicy, oddział dotarł o świcie 4 września do okolic Sierakowa i Podlesia. Po odpoczynku w godzinach popołudniowych płk Wilniewczyc, przekazał dowodzenie oddziałem mjr. Józefowi Pelcowi i odjechał zarekwirowanym samochodem cywilnym wraz z kilkoma oficerami do Kielc w poszukiwaniu kontaktu z wyższym dowództwem. W Kielcach płk Wilniewczyc sformował z rozbitków 7 DP kompanię zbiorczą, nawiązał kontakt z dowódcą Grupy „Kielce” płk. dypl. Kazimierzem Glabiszem. Na jego rozkaz 5 września wraz ze zorganizowaną kompanią bronił Kielc. W trakcie walk poległ por. Stanisław Nowiński z 74 pp. Po zdobyciu Kielc przez oddziały niemieckie płk Wilniewczyc ukrył się w mieście, potem ukrywał się w Tomaszowie Mazowieckim, skąd udał się do Warszawy i włączył się w działalność konspiracyjną. Oddział mjr. Pelca przekroczył szosę między Starym Koniecpolem, a Koniecpolem, skierował się w kierunku Borzykowej. Po osiągnięciu cmentarza w Borzykowej szpica oddziału stoczyła walkę z niemieckim pododdziałem, do której włączył się cały oddział mjr. Pelca. W jej wyniku oddział zmienił kierunek marszu. Wśród poległych był kpt. Włodzimierz Hryńko. Dalszy marsz prowadzono w kierunku Włoszczowy i Łopuszna. 6 września oddział osiągnął lasy koło Suchedniowa. Do oddziału mjr. Pelca dołączali rozbitkowie z 74 pp i innych oddziałów 7 DP, osiągnął stan około 1000 żołnierzy. W lasach pod Suchedniowem mjr Józef Pelc odtworzył 74 pp w składzie dwóch batalionów piechoty (I i III) po trzy kompanie strzeleckiej i pułkowej kompanii ckm. Z Suchedniowa 74 pp 8 września rano dotarł do lasu Dąbrowa, Struga, Anusin około 5 kilometrów od Ciepielowa. W tym rejonie 74 pp został zaatakowany przez oddział niemieckiej 2 DLek. Natarcie niemieckiego oddziału o godz.11.00 odparto. O godz.13.00 na 74 pp ponownie uderzyły oddziały niemieckiej 29 Dywizji Piechoty Zmotoryzowanej. Do godz.16.00 trwały zacięte walki, 74 pp zmuszony został do zakończenia walki z uwagi na skończenie się amunicji. W walkach tych poległo około 40 żołnierzy, wśród nich mjr Józef Pelc, por. Tadeusz Betleja, a kpt. Marian Cyruliński popełnił samobójstwo nie chcąc dostać się do niemieckiej niewoli. Po zakończonej walce dowódca niemieckiego III batalionu 15 ppzmot. ppłk Walter Wessel nakazał zdjąć jeńcom polskim kurtki mundurowe, a następnie wydał rozkaz rozstrzelania ich jako partyzantów, wśród zamordowanych tego dnia znalazł się mjr lek. Józef Cesarz. Podczas przeczesywania lasu dobijano rannych i zamordowano innych ukrywających się żołnierzy. W wyniku niemieckiej zbrodni wojennej zginęło od 250 do około 360 polskich żołnierzy. Grupa około 150 żołnierzy dowodzona przez kpt. Juliana Załęskiego dowódcy 9 kompanii strzeleckiej oderwała się od wroga podjęła szybki marsz ku Wiśle, przez którą przeprawiła się. 
II batalion 74 pp dotarł przed południem 4 września na pobojowisko w lesie pod Złotym Potokiem. Skąd nocą 4/5 września przebił się przez okrążenie i podjął marsz w kierunku Kielc. Następnie dotarł do Wisły i się przeprawił, po czym podjął marsz w okolice Stalowej Woli. Po odpoczynku mjr Kazimierz Rybicki wyruszył wraz z resztą batalionu w sile 308 żołnierzy w kierunku Warszawy. Po dalszym marszu dotarł w okolice Łaskarzewa koło Garwolina, gdzie na wieść o kapitulacji stolicy mjr Rybicki rozwiązał resztę swojego II batalionu. 
Część III batalionu po wyrwaniu się z kotła w lasach janowskich w sile około 250 żołnierzy pod dowództwem dowódcy 3 kompanii ckm kpt. Józefa Leguta dotarła do okolic Świętej Anny i Dąbrowy Zielonej. Następnie wykonano marsz przez Szydłowiec do Radomia do koszar 72 pułku piechoty, skąd podjęła dalszy marsz do Kozienic i dalej do Lublina. Z prowadzonym oddziałem kpt. Józef Legut i ppor. rez. Jan Fedorkiewicz dotarli do Kowla. Na wieść o agresji sowieckiej kompania kpt. Leguta weszła w skład Grupy „Kowel” płk. dypl. Leona Koca. Kompania kpt. Leguta przeszła cały szlak bojowy grupy. W rejonie Janowa Lubelskiego pod wsią Polichno 1 października 1939 około godz.13.00 podczas walki z oddziałem niemieckim kpt. Józef Legut został ranny, 2 października trafił wraz z rannymi do niewoli sowieckiej, z której zbiegł.
Inna część III batalionu pod dowództwem kpt. Wacława Szyćko wyszła z okrążenia w kierunku Koniecpola. W trakcie marszu połączyła się z oddziałem mjr. Józefa Pelca. Maszerując na czele oddziału jako zbiorcza kompania III batalionu stoczyła zaciętą walkę przy cmentarzu w Borzykowej, poległo wówczas 22 żołnierzy, w tym kpt. Włodzimierz Hryńko. Po tej walce kompania kpt. Szyćki pomaszerowała oddzielnie w kierunku na Końskie, Radom i Puławy tracąc kontakt z oddziałem mjr. Pelca.  
Dowódca 2 kompanii strzeleckiej ppor. Zbigniew Pniak wyrwał się z grupą kilku strzelców i kilku oficerów z okrążenia w nocy 3/4 września. Rano 5 września grupa dołączyła do taboru dywizyjnego już za Koniecpolem, jako jego osłona. Ppor. Pniak zbierał rozbitków z 7 DP i wraz z nimi doszedł do Okołowic. Tam nawiązał kontakt z mjr. Pelcem. Dalszy odwrót odbył się do Końskich, gdzie we wsiach Niebo i Piekło organizowały się pododdziały batalionu zbiorczego 7 DP. Ppor. Pniak zebrał z żołnierzy 74 pp kompanię w sile 200 żołnierzy, doszedł z nimi 9 września do Radomia, skąd poprzez Kozienice i Dęblin przybył 15 września do Kraśnika w sile 300 żołnierzy. Tam został wcielony w skład XXIX Brygady Piechoty płk. Jana Bratro, wszedł z oddziałem w skład I batalionu 3 pułku piechoty rezerwowej. W jego szeregach stoczył ciężki bój o Krasnystaw 18 września, walczył w zachodniej i wschodniej części miasta, następnie wycofał się wieczorem do Krupego. Resztki batalionu zostały rozwiązane 1 października na południe od wsi Rumblów Nowy.  
Pluton kolarzy ppor. rez. Mieczysława Skiby wyrwał się z okrążenia i dotarł lasami do Gidel, a dalej przejechał przez Włoszczową, Kielce, Opatów, Ożarów do Annopola, gdzie podporządkował się dowódcy improwizowanego oddziału wydzielonego mjr. Jerzemu Majewskiemu-Starży. Pluton kolarzy patrolował na wschodnim brzegu Wisły 10 kilometrowy odcinek od Annopola do Zawichostu. Po sforsowaniu przez oddział rozpoznawczy niemieckiej 4 DP Wisły pod Annopolem oddział mjr. Majewskiego-Starży wycofał się w kierunku Kraśnika. Pluton kolarzy 74 pp bronił wsi Oblęcin, gdzie zniszczył niemiecki pluton cyklistów biorąc dwóch jeńców. Z uwagi na groźbę okrążenia wycofał się do Kraśnika i Lublina, a następnie do lasu pod Chełmem. W Chełmie został wcielony do pułku piechoty „Garwolin”, z którym wyruszył do Tyszowca. W trakcie walk pluton kolarzy ppor. Skiby na ogół stanowił straż przednią pułku „Garwolin”. Wraz z pułkiem został rozbity pod Tomaszowem Lubelskim. Część żołnierzy dołączyła do Grupy „Hrubieszów”, w dalszej walce z wojskami sowieckimi podzieliła jej los. 

### Oddziały II rzutu mobilizacyjnego 74 pp
Po zakończeniu mobilizacji alarmowej sformowany został Oddział Zbierania Nadwyżek 74 pułku piechoty, który 26 lub 27sierpnia 1939 odjechał transportem kolejowym z Lublińca do Piotrkowa Trybunalskiego. OZN 74 pp został zakwaterowany w rejonie miejscowości Przygłów-Barkowice. Tam dołączył do Kadry Zapasowej Piechoty Piotrków, dowodzonej przez ppłk. Juliana Królikowskiego. W KZP Piotrków istniały kadry i pozostałości mobilizacyjne stanowiących zalążki do formowania dalszych oddziałów przewidzianych planem mobilizacyjnym. Po ogłoszeniu mobilizacji powszechnej w KZP Piotrków z jej zasobów i OZN 74 pp miał zostać zmobilizowany w jej II rzucie batalion marszowy 74 pp w czasie X+5. Ponadto z nadwyżek 74 pp i innych pułków 7 DP miały powstać bataliony piechoty 146 pułku piechoty, inne pododdziały oraz Ośrodek Zapasowy 7 Dywizji Piechoty. Z OZN 74 pp prawdopodobnie na bazie batalionu marszowego 74 pp, sformowano improwizowany batalion piechoty kpt. Eustachiusza Marszałka - oficera 74 pp, w składzie trzech kompanii strzeleckich i kompanii ckm. Batalion kpt. Marszałka 4 września włączono w skład zgrupowania dowódcy 2 pułku piechoty Legionów płk. Ludwika Czyżewskiego. Improwizowany batalion piechoty kpt. Eustachiusza Marszałka obsadził stanowiska bojowe na linii Jeżów-Rozprza. W trakcie walk z oddziałami 1 Dywizji Pancernej, batalion poniósł znaczne straty, jego resztki włączono w skład 2 pp Leg. OZN 74 pp i kadry zgromadzone w ramach KZP Piotrków zmobilizowały III batalion 146 pp pod dowództwem mjr. Mariana Soleckiego. Pozostałość zmobilizowanych żołnierzy 74 pp i część kadry została włączona w skład mobilizowanego w Piotrkowie i okolicach OZ 7 DP w czasie X+7.    
Nadwyżki rezerwistów w ramach OZ 7 DP w nocy 1/2 września opuściły Piotrków i przeszły do Uszczyna koło Piotrkowa. 4 lub 5 września skład ośrodka rozpoczął odwrót na wschód maszerując przez Ujazd, Nowe Miasto, Maciejowice. W trakcie przeprawy przez Wisłę pod Maciejowicami OZ 7 DP poniósł znaczne straty. 14 września część OZ 7 DP dotarła do Równego, gdzie sformowano z nich batalion piechoty z trzema kompaniami strzeleckimi i dwoma plutonami ckm. Na wieść o agresji sowieckiej pozostałość OZ 7 DP wyjechała samochodami do Łucka, skąd szosą Lwów-Sambor dotarły do granicy węgierskiej.      
| Struktura organizacyjna i obsada personalna we wrześniu 1939 | Struktura organizacyjna i obsada personalna we wrześniu 1939 | Struktura organizacyjna i obsada personalna we wrześniu 1939 |
| Stanowisko                                                   | Stopień, imię i nazwisko                                     | Uwagi                                                        |
| Dowództwo                                                    | Dowództwo                                                    | Dowództwo                                                    |
| ------------------------------------------------------------ | ------------------------------------------------------------ | ------------------------------------------------------------ |
| dowódca pułku                                                | płk Wacław Wilniewczyc mjr Józef Pelc                        | do 4 IX 1939 4-8 IX 1939                                     |
| zastępca dowódcy (nadetatowo)                                | ppłk dypl. dr Stanisław Wilimowski                           | †5 IX 1939                                                   |
| I adiutant                                                   | kpt. Marian Cyruliński                                       | †8 IX 1939                                                   |
| II adiutant                                                  | por. rez. dr Tadeusz Betleja                                 | †8 IX 1939                                                   |
| oficer informacyjny                                          | por. Marian Perek                                            |                                                              |
| oficer łączności                                             | por. Leon Hoffman                                            | †17 IX 1939 Cewków                                           |
| kwatermistrz                                                 | kpt. Michał Kozak                                            |                                                              |
| oficer płatnik                                               | kpt. Dymitr Kopaliński                                       |                                                              |
| oficer żywnościowy                                           | kpt. Ignacy Mądry                                            |                                                              |
| naczelny lekarz                                              | mjr dr Józef Cesarz                                          | †8 IX 1939                                                   |
| kapelan                                                      | ks. st. kap. płk Jan Szymała                                 |                                                              |
| dowódca kompanii gospodarczej                                | por. Władysław Kuchnik kpt. Ignacy Mądry                     |                                                              |
| I batalion                                                   |                                                              |                                                              |
| dowódca I batalionu                                          | mjr Józef Adolf Pelc                                         | †8 IX 1939 Ciepielów                                         |
| adiutant batalionu                                           | por. rez. Jan Kopaczko                                       |                                                              |
| lekarz batalionu                                             | ppor. lek. rez. Franciszek Bardzik                           |                                                              |
| dowódca 1 kompanii strzeleckiej                              | por. Józef Kępa                                              |                                                              |
| dowódca I plutonu                                            | ppor. rez. Eugeniusz Stasiecki                               |                                                              |
| dowódca 2 kompanii strzeleckiej                              | ppor. Zbigniew Pniak                                         |                                                              |
| dowódca I plutonu                                            | ppor. rez. Bolesław Duda                                     |                                                              |
| dowódca II plutonu                                           | ppor. rez. Ludwik Wyrobek                                    |                                                              |
| dowódca III plutonu                                          | ppor. rez. Władysław Paluch                                  |                                                              |
| dowódca 3 kompanii strzeleckiej                              | ppor. Józef Michał Spryszyński                               | niemiecka niewola                                            |
| dowódca I plutonu                                            | ppor. Witold Gruszczyński                                    |                                                              |
| dowódca II plutonu                                           | ppor. rez. Stanisław Gubała                                  |                                                              |
| dowódca III plutonu                                          | ppor. rez. Góralewski                                        |                                                              |
| dowódca 1 kompanii ckm                                       | kpt. Włodzimierz Hryńko                                      | †5 IX 1939                                                   |
| dowódca I plutonu                                            | ppor. rez. Alojzy Piotrowski                                 |                                                              |
| dowódca II plutonu                                           | ppor. rez. Marian Mikołajewski                               |                                                              |
| dowódca III plutonu                                          | ppor. rez. Eryk Wróbel                                       |                                                              |
| dowódca IV plutonu (taczanki)                                | ppor. rez. Wincenty Kawalec                                  |                                                              |
| II batalion                                                  |                                                              |                                                              |
| dowódca II batalionu                                         | mjr Kazimierz Rybicki                                        |                                                              |
| adiutant batalionu                                           | ppor. rez. Henryk Wieczorek                                  |                                                              |
| dowódca 4 kompanii strzeleckiej                              | kpt. Jan Herman                                              |                                                              |
| dowódca I plutonu                                            | ppor. rez. Jan Famuła                                        |                                                              |
| dowódca II plutonu                                           | ppor. rez. Kazimierz Krupski                                 |                                                              |
| dowódca III plutonu                                          | ppor. rez. Józef Pawłowski                                   |                                                              |
| dowódca 5 kompanii strzeleckiej                              | por. rez. Jan Handy                                          |                                                              |
| dowódca I plutonu                                            | ppor. Jerzy Tęsiorowski                                      |                                                              |
| dowódca II plutonu                                           | ppor. rez. Paweł Śmiłowski                                   |                                                              |
| dowódca 6 kompanii strzeleckiej                              | por. Julian Kozioł                                           |                                                              |
| dowódca 2 kompanii ckm                                       | kpt. Bogumił Grodzicki                                       | †3 IX 1939                                                   |
| III batalion                                                 |                                                              |                                                              |
| dowódca III batalionu                                        | mjr Jan Wrzosek                                              | †3 IX 1939                                                   |
| adiutant batalionu                                           | ppor. Wacław Bujko-Janicki                                   |                                                              |
| lekarz batalionu                                             | ppor. lek. rez. Julian Aleksandrowicz                        |                                                              |
| dowódca 7 kompanii strzeleckiej                              | kpt. Wacław Szyćko                                           |                                                              |
| dowódca 8 kompanii strzeleckiej                              | kpt. Bolesław Żmuda                                          |                                                              |
| dowódca I plutonu                                            | ppor. Tadeusz Ignerowicz                                     |                                                              |
| dowódca 9 kompanii strzeleckiej                              | kpt. Lucjan Załęski                                          |                                                              |
| dowódca 3 kompanii ckm                                       | kpt. Józef Legut                                             |                                                              |
| dowódca I plutonu                                            | ppor. rez. Piotr Sołtysiak                                   |                                                              |
| dowódca II plutonu                                           | ppor. rez. Marian Śliwiński                                  |                                                              |
| dowódca plutonu moździerzy                                   | ppor. rez. Jerzy Adamus                                      |                                                              |
| Pododdziały specjalne                                        |                                                              |                                                              |
| dowódca kompanii zwiadowców                                  | por. Zygmunt Choroba                                         | †3 IX 1939                                                   |
| dowódca plutonu konnego                                      | ppor. Jan Rozpędzichowski                                    |                                                              |
| dowódca plutonu kolarzy                                      | ppor. rez. Mieczysław Skiba                                  |                                                              |
| dowódca kompanii przeciwpancernej                            | kpt. Jan Śleziak                                             |                                                              |
| dowódca plutonu artylerii piechoty                           | kpt. art. Tadeusz Lipowski                                   |                                                              |
| zastępca dowódcy plutonu artylerii piechoty                  | ppor. rez. Aleksander Piestrzyński                           |                                                              |
| oficer ogniowy (nie etatowy)                                 | ppor. rez. Drewski                                           |                                                              |
| dowódca plutonu łączności                                    | ppor. rez. Anatol Zieliński                                  |                                                              |
| dowódca plutonu pionierów                                    | por. Stanisław Nowiński                                      | †5 IX 1939                                                   |
| dowódca plutonu przeciwgazowego                              | NN                                                           |                                                              |

## Symbole pułku
Sztandar
14 maja 1922 roku, w Biedrusku, marszałek Polski Józef Piłsudski wręczył pułkowi chorągiew ufundowaną przez społeczeństwo miasta Lubliniec.
Odznaka pamiątkowa
6 września 1929 roku Minister Spraw Wojskowych marszałek Polski Józef Piłsudski zatwierdził wzór i regulamin odznaki pamiątkowej 74 Pułku Piechoty. Odznaka o wymiarach 41x41 mm ma kształt zbliżony do Krzyża Walecznych, którego ramiona są emaliowane w kolorze białym z mosiężnym obramowaniem. Na środku krzyża, na okrągłej złotej tarczy czarny orzeł dolnośląski mający na piersi złoty półksiężyc w środku i koniczynki na końcach. Na ramionach krzyża wpisano inicjały pułku „74 P.P.” oraz daty najważniejszych bitew „3.VI.1920” i „6.VIII.1920”. Odznaka oficerska, jednoczęściowa, wykonana w srebrze. Autorem projektu odznaki był Jan Małeta, a wykonawcą Adam Nagaiski z Warszawy.

## Żołnierze pułku
Dowódcy pułku
- por. / kpt. Antoni Nieborak (2 X 1919 – 21 VII 1920)
- por. Walenty Peszek (p.o. 21 VII - 4 VIII 1920)
- mjr / płk piech. Maksymilian Marszałek (21 X 1920 – 1 VI 1932[45])
- ppłk / płk piech. Wacław Wilniewczyc (18 VI 1932[45] - 4 IX 1939)

Zastępcy dowódcy pułku
- mjr piech. Adolf Jeż (od 18 II 1922[46])
- mjr / ppłk piech. Julian Janowski (VIII 1922 – 21 I 1930 → dowódca 5 pspodh)
- ppłk dypl. piech. Józef Gruszka (od 21 I 1930 – XII 1934 → dowódca 39 pp)
- ppłk piech. Mieczysław Feliks Janowski (od X 1936)
- ppłk piech. Stanisław Wilimowski (do 4 IX 1939)

II zastępcy dowódcy pułku – kwatermistrzowie
- mjr piech. Józef Adolf Pelc (do VIII 1939 → dowódca I baonu)

### Żołnierze 74 pułku piechoty - ofiary zbrodni katyńskiej
Biogramy ofiar zbrodni katyńskiej znajdują się między innymi w bazach udostępnionych przez Ministerstwo Kultury i Dziedzictwa Narodowego oraz Muzeum Katyńskie.
| Nazwisko i imię        | stopień              | zawód              | miejsce pracy przed mobilizacją  | zamordowany |
| ---------------------- | -------------------- | ------------------ | -------------------------------- | ----------- |
| Adamek Józef           | ppor. rez.           | nauczyciel         | szkoła w Miechowie               | Katyń       |
| Alama Tadeusz          | ppor. rez.           | handlowiec         |                                  | Katyń       |
| Bagiński Edward        | ppor. rez.           | budowlaniec        |                                  | Katyń       |
| Banaszkiewicz Telesfor | por. rez.            | handlowiec         |                                  | Katyń       |
| Bątorek Jan            | ppor. rez.           | nauczyciel         | szkoła w Dobieszowicach          | Katyń       |
| Chmal Józef            | ppor. rez.           | nauczyciel         |                                  | Katyń       |
| Chmielewski Stanisław  | ppor. rez.           | nauczyciel         | szkoław Chorzowie                | Katyń       |
| Cianciara Jan          | ppor. rez.           | urzędnik           |                                  | Katyń       |
| Czapliński Antoni      | ppor. rez.           | nauczyciel         | Gimnazjum Narutowicza w Łodzi    | Katyń       |
| Franciszczak Józef     | ppor. rez.           | nauczyciel         | szkoła w Pajęcznie               | Katyń       |
| Frymus Mieczysław      | ppor. rez.           | kupiec             |                                  | Katyń       |
| Gubała Jan             | ppor. rez.           | nauczyciel         | szkoła w Zawierciu               | Katyń       |
| Handy Jan Bernard      | por. rez.            | nauczyciel         | szkoła w Lublińcu                | Katyń       |
| Jagiełłowicz Kazimierz | por. rez.            | handlowiec         | kopalnia Czeladź                 | Katyń       |
| Knothe Adam            | por. rez.            |                    |                                  | Katyń       |
| Kozieł Franciszek      | por. rez.            | nauczyciel         | Pedagogium w Katowicach          | Katyń       |
| Krakowski Mieczysław   | ppor. rez.           | inżynier           | Fabryka Maszyn i Wagonów Czeladź | Katyń       |
| Król Fryderyk          | kapitan rez.         | nauczyciel         | kier. szkoły w Strumeniu         | Katyń       |
| Kuchta Roman           | ppor. rez.           | urzędnik           |                                  | Katyń       |
| Laskowski Paweł        | ppor. rez.           | technik            |                                  | Katyń       |
| Maj Stanisław          | ppor. rez.           | nauczyciel, mgr    | gimnazjum w Tarnowskich Górach   | Katyń       |
| Migoń Zdzisław         | ppor. rez.           | abs. WSH           |                                  | Katyń       |
| Nowak Antoni           | ppor. rez.           | technik            |                                  | Katyń       |
| Ozga Stanisław         | ppor. rez.           | nauczyciel         | szkoła w Chełmie                 | Katyń       |
| Perek Marian           | por.                 | żołnierz zawodowy  |                                  | Katyń       |
| Pimienow Konstanty     | por. rez.            |                    | Zarząd Kolei Nadwiślańskiej      | Katyń       |
| Pogoda Julian          | ppor. rez.           | nauczyciel         | szkoła powszechna                | Katyń       |
| Sakławski Mikołaj      | ppor. rez.           | nauczyciel         | szkoła w Ciężkowicach            | Katyń       |
| Smoczyk Zdzisław       | ppor. rez.           | rolnik, mgr        |                                  | Katyń       |
| Switacz Józef          | ppor. rez.           | nauczyciel         |                                  | Katyń       |
| Ślusarek Stefan        | ppor. rez.           |                    |                                  | Katyń       |
| Tatkowski Alojzy       | por. rez.            | absolwent WSH      | Magistrat m. Krakowa             | Katyń       |
| Wojciechowski Marian   | ppor. rez.           | strażnik więzienny |                                  | Katyń       |
| Wróblewski Jan         | ppor. rez.           | nauczyciel, mgr    | Gimnazjum w Staszowie            | Katyń       |
| Zegadło Ryszard Jan    | ppor. rez.           | technik drogowy    | Dyr. Okr. PKP w Katowicach       | Katyń       |
| Żubrowski Wacław       | ppor. rez.           |                    | Zarząd m. Częstochowa            | Katyń       |
| Bankiewicz Stefan      | podporucznik rezerwy | urzędnik           | Zarząd Miasta Częstochowy        | Charków     |
| Chmura Franciszek      | porucznik rezerwy    | nauczyciel         | Gimnazjum w Częstochowie         | Charków     |
| Cymerman Ireneusz      | podporucznik rezerwy | prawnik            |                                  | Charków     |
| Czechowicz Henryk      | podporucznik rezerwy | technik hutniczy   |                                  | Charków     |
| Franek Karol Błażej    | podporucznik rezerwy | prawnik, mgr       |                                  | Charków     |
| Friebe Piotr Bernard   | podporucznik rezerwy | nauczyciel         | Straż Pożarna                    | Charków     |
| Idzik Stanisław        | podporucznik rezerwy | górnik             |                                  | Charków     |
| Kasprzyk Jan           | podporucznik rezerwy |                    |                                  | Charków     |
| Kołodziej Henryk       | podporucznik rezerwy | górnik             | sztygar kopalni „EMA” w Radlinie | Charków     |
| Krakowiecki Stefan     | podporucznik rezerwy | chemik, mgr        |                                  | Charków     |
| Miśkiewicz Władysław   | podporucznik rezerwy | technik mechanik   |                                  | Charków     |
| Nowakowski Euzebiusz   | podporucznik rezerwy | inżynier           |                                  | Charków     |
| Rakowski Zdzisław      | podporucznik rezerwy | inżynier chemik    |                                  | Charków     |
| Sosnowski Jerzy        | podporucznik rezerwy |                    |                                  | Charków     |
| Spirydnow Sergiusz     | podporucznik rezerwy |                    |                                  | Charków     |
| Śliwiński Marian       | porucznik rezerwy    | prawnik, dr praw   | Sąd Okręgowy w Katowicach        | Charków     |
| Wachla Marian          | podporucznik rezerwy | prawnik            |                                  | Charków     |
| Wódkiewicz Henryk      | porucznik rezerwy    | nauczyciel         |                                  | Charków     |
| Kuliga Wojciech        | porucznik rezerwy    | nauczyciel         |                                  | Kalinin     |
| Śladkowski Jerzy       | podporucznik rezerwy | kasjer             | zam. w Kaletach                  | Kalinin     |
| Śwital Adam            | podporucznik rezerwy | leśnik             | nadleśniczy w Radomsku           | Kalinin     |

## Upamiętnienie

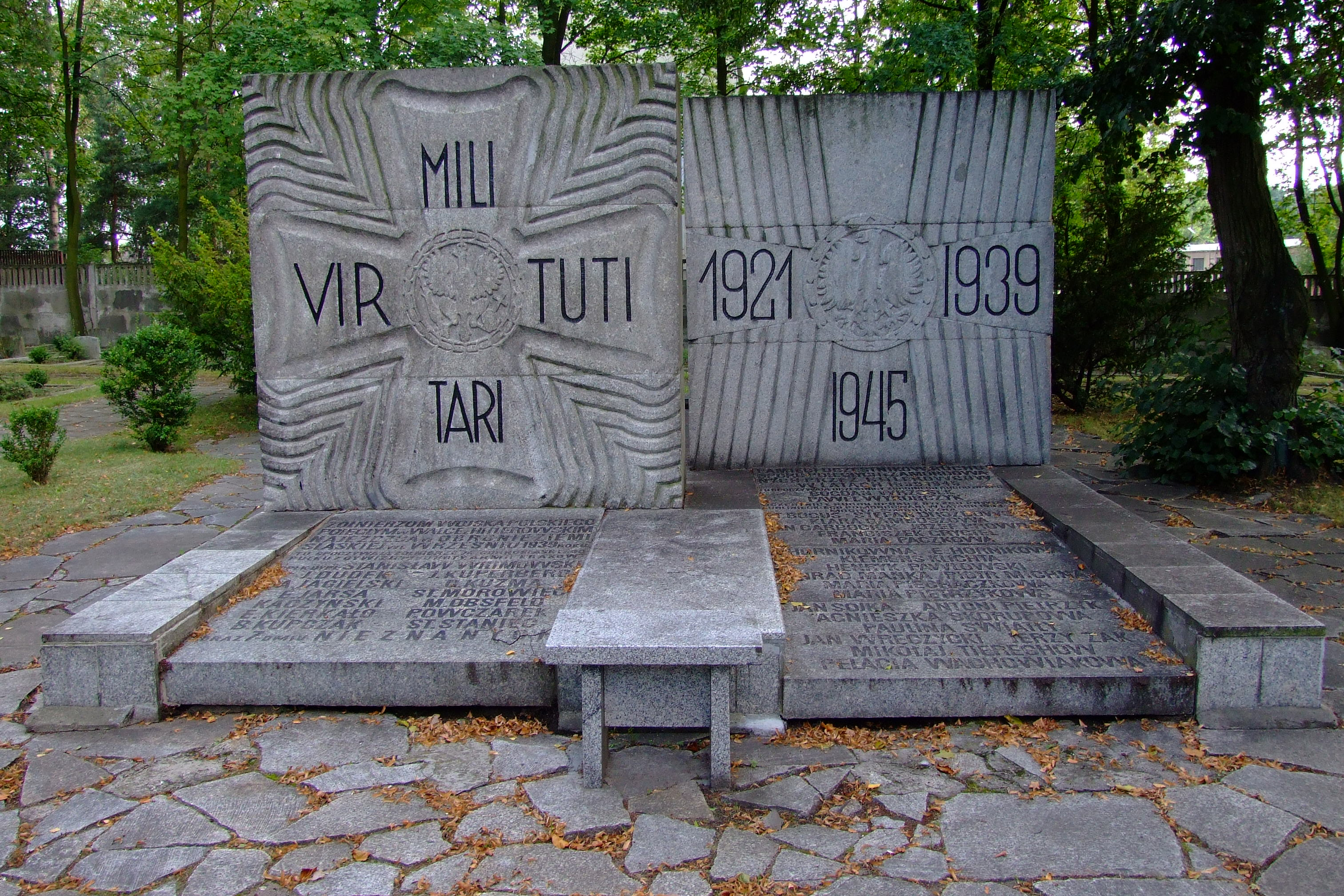
Pomnik w Lublińcu
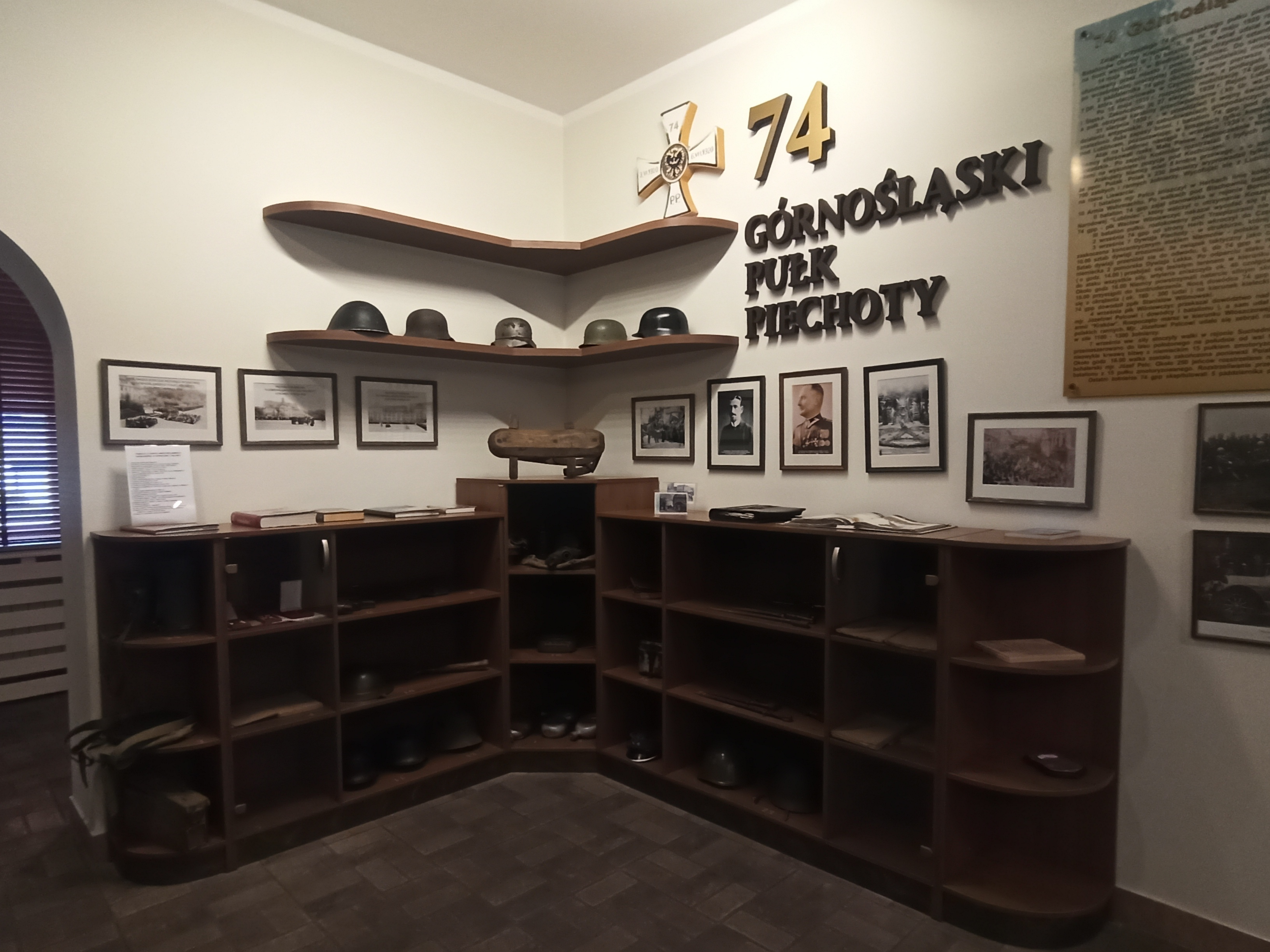
Sala Tradycji Jednostki Wojskowej Komandosów w Lublińcu (marzec 2024)